# Giorgio Grasso
Giorgio Grasso   (Gènova, 24 de març de 1963) és un antic pilot d'enduro italià que va guanyar dos Campionats del món (1992-1993) i deu d'Itàlia. També va formar part de la selecció italiana que va guanyar el Trofeu als Sis Dies Internacionals d'Enduro el 1995 i el Junior Trophy el 1986, edició on va obtenir també la victòria individual en la classe dels 250cc i l'absoluta.

## Biografia
Giorgio Grasso va debutar en competició a 12 anys amb una Moto Guzzi Dingo 50, però va haver d'esperar fins als 14 per a poder pilotar una Fantic 50 "Regolarità Casa". L'any següent, 1979, a setze anys, passà a pilotar una Fantic 125 al campionat d'Itàlia per a cadets. El 1980, en categoria júnior i amb la KTM 125, es va retirar just abans del final del campionat quan era primer de la general. L'any següent, al final de la temporada canvià de KTM a Gilera, amb la qual va guanyar el Campionat d'Itàlia Júnior. A finals d'any es va lesionar l'espatlla durant una cursa de motocròs i no va poder participar en els ISDE d'Elba, on hauria hagut de debutar amb la primera Gilera E1 refrigerada per aigua. El substituí Pierfranco Muraglia.
El 1982 passà a la categoria Sènior, però el servei militar i algunes lesions li varen fer perdre la temporada. Tot i així, començà a rivalitzar amb els grans campions italians de l'època, entre ells Andrea Marinoni, Gualtiero Brissoni i Alessandro Gritti. El 1983 es rescabalà de la mala temporada anterior i el fitxà el Jolly Club, iniciant així una llarga associació que hauria de durar fins al 1996 i que ja el 1985 li reportà el campionat d'Itàlia Sènior de 250cc amb una Kram-it, el primer d'una llarga sèrie que arribà fins al 1994. Més tard canvià la moto per una Kawasaki, amb la qual va guanyar el campionat del món de 250cc els anys 1992 i 1993.

## Palmarès
| Any  | Competició                | Classe                         | Posició |
| ---- | ------------------------- | ------------------------------ | ------- |
| 1981 | Campionat d'Itàlia Júnior | 125cc                          | 1r      |
|      |                           |                                |         |
| 1985 | Campionat d'Itàlia        | 250cc                          | 1r      |
| 1986 | ISDE                      | Trofeu Júnior, 250cc i Scratch | 1r      |
| 1987 | Campionat d'Itàlia        | 250cc                          | 1r      |
| 1988 | Campionat d'Itàlia        | 500cc                          | 1r      |
| 1989 | Campionat d'Itàlia        | 500cc i Scratch                | 1r      |
| 1990 | Campionat d'Itàlia        | 500cc                          | 1r      |
|      |                           |                                |         |
| 1992 | Campionat del món         | 250cc                          | 1r      |
| 1992 | Campionat d'Itàlia        | 250cc i Scratch                | 1r      |
| 1993 | Campionat del món         | 250cc                          | 1r      |
| 1993 | Campionat d'Itàlia        | 250cc                          | 2n      |
| 1994 | Campionat d'Itàlia        | 125cc                          | 1r      |
| 1995 | ISDE                      | Trofeu                         | 1r      |
| 1996 | Campionat d'Itàlia        | 125cc                          | 2n      |
| 1996 | Campionat del món         | 125cc                          | 3r      |
| 1997 | Campionat d'Itàlia        | 250cc                          | 8è      |
| 1998 | Campionat d'Itàlia        | 400cc 4T                       | 3r      |
| 1999 | Campionat d'Itàlia        | 250cc                          | 2n      |
| 2000 | Campionat d'Itàlia        | 250cc                          | 3r      |
| 2001 | Campionat d'Itàlia        | 250cc 4T                       | 4t      |
| 2002 | Campionat d'Itàlia        | 250cc 4T                       | 2n      |
| 2003 | Campionat d'Itàlia        | 250cc 4T                       | 4t      |
| 2004 | Campionat d'Itàlia        | 250cc 4T                       | 3r      |